# 9K112 Kobra
9K111 Kobra (NATO naziv: AT-8 Songster) sovjetska je protuoklopna raketa s radijskim SACLOS navođenjem. Lansira se iz cijevi tenkova T-64 i T-80.
U sekundarnoj ulozi može se koristiti i protiv helikoptera.

## Vanjske poveznice
|  | Zajednički poslužitelj ima još gradiva o temi 9K112 Kobra |